# Vincenzo De Stefano
Vincenzo De Stefano (Barletta, 12 marzo 1861 – Barletta, 1942) è stato un pittore italiano.

## Biografia
Cresciuto a Barletta sotto gli insegnamenti di Giovanni Battista Calò, lo stesso che introdusse all'arte Geremia Discanno e Giuseppe De Nittis, si perfezionò prima a Napoli e poi a Roma. Molto attivo con soggetti nudi, fu pittore molto proficuo. Oltre alla pittura, si dedicò all'insegnamento del disegno tecnico. Morì a 83 anni. 
Grazie alla moglie, la maggior parte delle sue opere fu donata al Museo civico di Barletta. Dalla seconda metà del Novecento, è inserito stabilmente in ogni dizionario artistico dell'800. Parecchie sono state le retrospettive dedicategli nella sua città natale.